# Букајо Сака
Букајо Ајојинка Темидајо Сака (енгл. Bukayo Ayoyinka T. M. Saka; 5. септембар 2001) — енглески фудбалер који игра на позицији левог крила, а по потреби може играти и левог бека. Тренутно наступа за Арсенал и репрезентацију Енглеске.

## Клупска каријера

### Почеци
Сакини родитељи су пореклом из Нигерије. У Арсеналову академију је дошао са седам година. За сениорски тим Арсенала дебитовао је 29. новембра 2018. године у утакмици Лиге Европе против Ворскле. Дана 1. јануара 2019. године дебитовао је у Премијер лиги у победи Арсенала над Фуламом и тако постао први играч који је рођен 2001. године који је наступио у Премијер лиги. Први гол у дресу Арсенала постигао је у Лиги Европе против Ајнтрахта, а поред тога је забележио и две асистенције. Први гол у Премијер лиги постигао је против Вулверхемптон вондерерса.

### Сезона 2021/22.
Сака је свој први у гол у сезони 2021/22. постигао у Лига купу против Вест Бромич албиона. Први премијерлигашки гол десио се 26. септембра када су Сака и Емил Смит Роу један другом асистирали у Дербију Северног Лондона против Тотенхема. Арсенал је на тој утакмици славио резултатом 3:1. Дана 27. новембра је против Њукасл јунајтеда постигао први од два гола Арсенала. Календарску 2021. годину завршио је са три гола на два Арсеналова гостовања. Прво је био стрелац против Лидса 18. децембра, а потом је осам дана касније дао два гола у убедљивој победи против Норича. Сака је наставио свој голгетерски низ и у првој утакмици у 2022, али је Арсенал изгубио на домаћем терену од Манчестер Ситија 2:1, иако је Сака у 31. минуту постигао гол за вођство на асистенцију Кирана Тирнија.

## Репрезентативна каријера
Након што је наступао за неколико категорија младих репрезентација Енглеске, за сениорску селекцију је дебитовао против Велса 1. октобра 2020. године. На пријатељској утакмици против Аустрије је постигао свој први гол за репрезентацију. У финалу Европског првенства 2020. шутирао је пети у извођењу једанаестераца који је одбранио Ђанлуиђи Донарума и на тај начин је Италија постала првак Европе. Сака је добијао расистичке коментаре и увреде након утакмице због промашеног пенала.
Сака је 10. новембра 2022. уврштен у састав Енглеске за Светско првенство. У првој утакмици против Ирана, у којој је Енглеска победила резултатом 6:2, Сака је постигао два гола.

## Успеси

### Клупски
Арсенал
- ФА куп: 2019/20.[23]
- ФА Комјунити шилд: 2020,[24] 2023.

### Репрезентативни
Енглеска
- Европско првенство: друго место 2020.

### Индивидуални
- Играч сезоне ФК Арсенал: 2020/21, [25] 2021/22.[26]